# Белинда (спътник)
Вижте пояснителната страница за други значения на Белинда.
Белинда е естествен спътник на Уран, носещ името на героинята от произведението на Александър Поуп „Влизане с взлом“. За спътника е известно много малко – само параметрите на неговата орбита и размерите.
Открит е на снимки, заснети от Вояджър 2 на 13 януари 1986 г., и му е дадено предварителното означение S/1986 U 5. Като алтернатива се използва името Уран 14.